# Кубала, Филип
Филип Кубала (чеш. Filip Kubala; род. 2 сентября 1999, Чехия) — чешский футболист, нападающий клуба «Баник Острава».

## Карьера
Кубала является воспитанником «Словацко». С сезона 2016/2017 привлекается к тренировкам и играм основной команды. 4 октября 2015 года в возрасте 16 лет дебютировал в чемпионате Чехии в поединке против «Спарты», выйдя на замену на 85-й минуте Филипа Глупика.